# Kiaulės Nugara
Kiaulės Nugara – wyspa na Litwie, w obrębie Zalewu Kurońskiego i miasta Kłajpeda oraz portu morskiego zlokalizowanego w tym mieście.
Rejon Kiaulės Nugara jest istotny z ekologicznego punktu widzenia. Z wyspą związana jest naturalna bariera dla słonej wody przypływającej od strony Morza Bałtyckiego, czyli próg o nazwie Kakta, wstrzymujący napływ słonych wód na lagunę zalewu. Teren wyspy jest też bezpiecznym schronieniem dla różnych gatunków ptaków. Wyspa jest miejscem lęgowym mew i innych ptaków przybrzeżnych, jednak ostatnio trzciny szybko pokrywają nie tylko brzegi, ale też centralny obszar wyspy. Z ryb w rejonie wyspy występują leszcze, okonie, szczupaki i inne.
Teren wyspy jest miejscem planowanym do utworzenia terminalu LNG, co może przekształcić tę wyspę w półwysep.